# Joseph Senault
Pour les articles homonymes, voir Senault.
Joseph Senault, neveu de Jean-François Senault, dominicain et docteur en théologie, exerça comme son oncle le ministère de la prédication pendant quarante ans, à Paris et dans plusieurs provinces. Ses Œuvres choisies, contenant cent cinquante projets de discours, en forme de sermons, sur tous les mystères, ont été imprimées en 1691, 2 vol. in-8°.

## Source
« Joseph Senault », dans Louis-Gabriel Michaud, Biographie universelle ancienne et moderne : histoire par ordre alphabétique de la vie publique et privée de tous les hommes avec la collaboration de plus de 300 savants et littérateurs français ou étrangers, 2e édition, 1843-1865 [détail de l’édition]